# 데포르티보 무니시팔

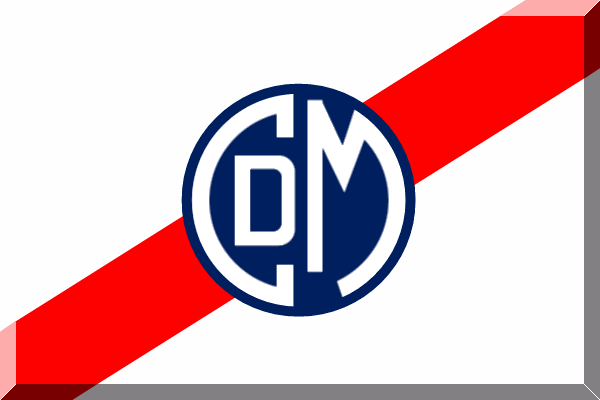

데포르티보 무니시팔(Deportivo Municipal)은 페루 리마를 연고로 하는 축구 클럽이다. 이 팀은 1935년 7월 27일에 창단되었다. 현재는 페루 프리메라 디비시온에 참가하고 있다.

## 선수 명단

### 현역
- 세바스티안 하우레나
- 에밀리아노 치우치
- 파블로 에루스테스

## 역대 감독
| 감독            | 임기 |
| --------------- | ---- |
| 라파엘 카스티요 | 2023 |

틀:데포르티보 무니시팔 선수 명단